# Ptilinus thoracicus
Ptilinus thoracicus is een keversoort uit de familie klopkevers (Anobiidae). De wetenschappelijke naam van de soort is voor het eerst geldig gepubliceerd in 1838 door Randall.